# Erich Butzke
Erich Butzke (* 22. August 1920 in Berlin; † 11. April 1988) war ein deutscher Diplomat. Er war der erste DDR-Botschafter in Portugal. 

## Leben
Butzke, Sohn eines Angestellten, besuchte die Volksschule und das Realgymnasium. Nach der Ablegung des Abiturs begann er eine kaufmännische Lehre. Von 1941 bis 1944 leistete er Kriegsdienst als Gefreiter der Wehrmacht, kam nicht in Gefangenschaft.
Nach dem Zweiten Weltkrieg arbeitete er zunächst als Redakteur. 1945 trat Butzke der KPD bei, ab 1946 war er Mitglied der SED. Von 1947 bis 1951 studierte er an der Humboldt-Universität Berlin und schloss sein Studium als Diplomwirtschaftler ab. Anschließend  arbeitete Butzke bis 1952 als wissenschaftlicher Assistent an der Hochschule für Ökonomie Berlin. Dort wurde er 1957 zum Dr. rer. oec. promoviert (Dissertation: Probleme des Weges der asiatischen Nationalstaaten zu ökonomischer Unabhängigkeit. Dargestellt am Beispiel der Entwicklung Burmas unter besonderer Berücksichtigung der Außenhandelsbeziehungen zur DDR). Im Mai 1952 wurde er zum Abteilungsleiter beim Ministerium für Handel und Versorgung der DDR ernannt.
Anschließend war er im diplomatischen Dienst der DDR tätig. Von 1959 bis 1963 war er stellvertretender Leiter der Handelsvertretung in Indonesien, von 1964 bis 1966 dann in Brasilien. 1967/1968 leitete er die der Abteilung Lateinamerika im Ministerium für Auswärtige Angelegenheiten der DDR (MfAA). Von 1969 bis 1972 leitete Butzke das Generalkonsulat in Daressalam. Nach der diplomatischen Anerkennung der DDR durch Tansania am 18. Dezember 1972 wurde das Generalkonsulat der DDR in Daressalam in eine Botschaft umgewandelt und Butzke zum Geschäftsträger a. i. der DDR in der Vereinigten Republik Tansania ernannt. Von 1973 bis 1974 war er wieder im MfAA tätig. Von August 1974 bis Mai 1977 war er schließlich erster Botschafter der DDR in Lissabon.
Butzke starb im Alter von 67 Jahren und wurde auf dem Zentralfriedhof Berlin-Friedrichsfelde beigesetzt.

## Auszeichnungen
- Verdienstmedaille der DDR
- Vaterländischer Verdienstorden in Bronze (1974) und in Silber (1977)
- Orden Stern der Völkerfreundschaft in Silber (1985)
- Großkreuz des Ordens des Infanten Dom Henrique (1977)